# Rentgenka
Rentgenka je zvláštní elektronka určená k produkci rentgenového záření. V nejjednodušším provedení se skládá z katody a z anody, která se dříve označovala také jako antikatoda. Obě tyto elektrody jsou zataveny ve vakuově těsné, obvykle skleněné baňce. Je pojmenována po německém fyzikovi Wilhelmu Conradu Röntgenovi.

## Funkce

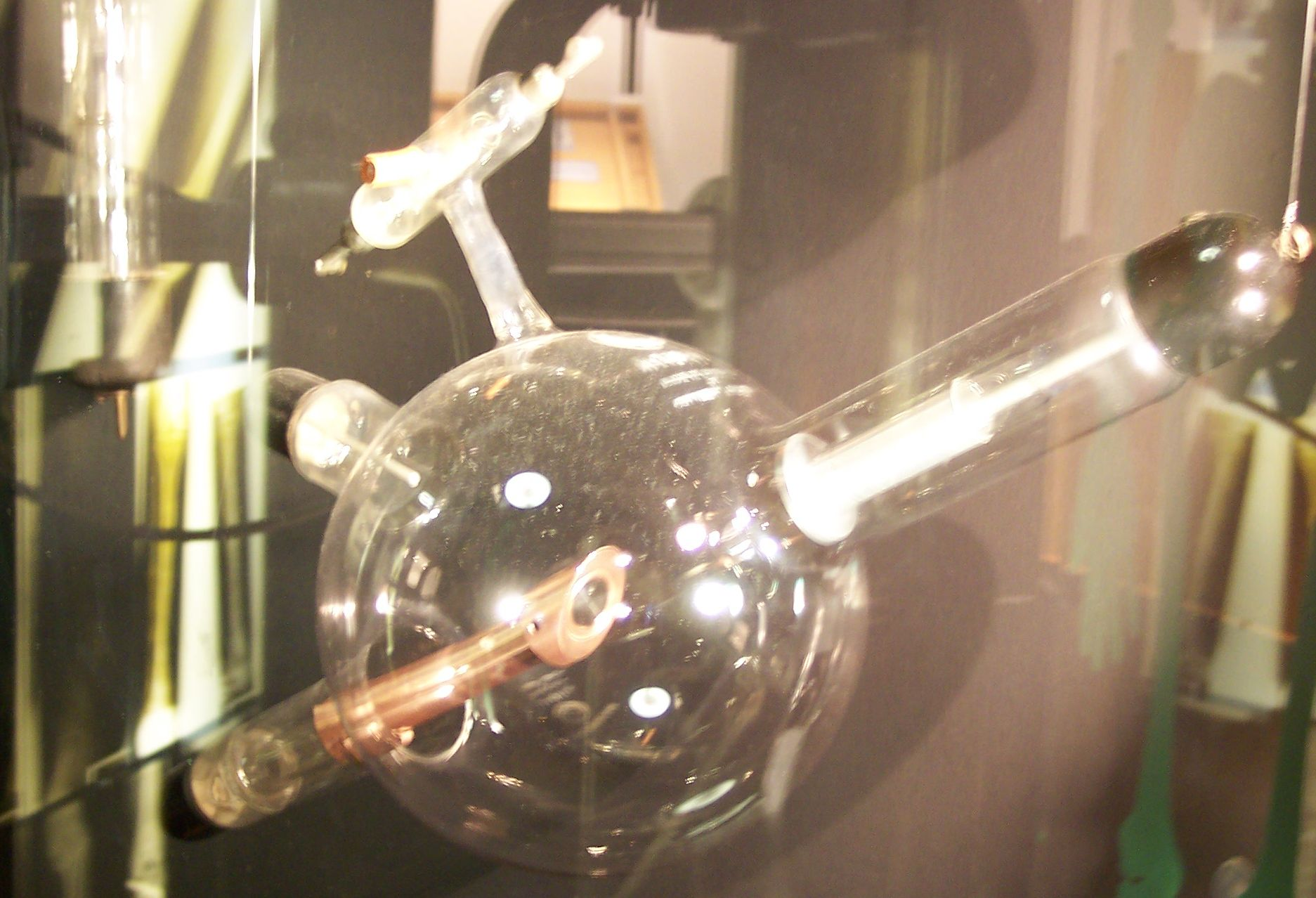
Lékařská rentgenka staršího provedení.

Katoda emituje (vysílá) elektrony, které se urychlují vysokým napětím (25 kV až 600 kV) k anodě a pronikají do materiálu anody. Přitom jsou zbrzděny a vytvářejí různé typy záření: tzv. charakteristické rentgenové záření, brzdné záření a Lilienfeldovo záření (které je jednou z forem přechodového záření). U moderních vysokovýkonných rentgenek, které se používají ve výpočetní tomografii (CT – Computed Tomography) a v angiografii, je střední část jejich vakuového pláště kovová, což podstatně zvyšuje tepelnou odolnost rentgenky a zvyšuje její životnost. Během času se rentgenky technicky zlepšují, to však nic nemění na vlastním principu vzniku rentgenového záření. 

## Druhy záření, které rentgenka produkuje
Diskrétní, popř. charakteristické rentgenové záření: Zatímco ve zdrojích viditelného světla se na jeho vzniku podílejí pouze vnější slupky elektronového obalu v atomech, v rentgenkách vyrážejí vysokoenergetické elektrony dopadající na anodu z atomů jejího materiálu i elektrony z vnitřních slupek elektronového obalu. Do takto vzniklých mezer pak „skáčou“ buď elektrony z vyšších energiových hladin anebo elektrony volné. Protože je vazební energie elektronů vnitřních slupek vysoká, nevzniká při tom viditelné světlo, ale charakteristické rentgenové záření s diskrétními kvantovanými energiemi (popř. vlnovými délkami), které jsou typické pro jednotlivé materiály. Tyto energie přitom odpovídají rozdílům vazebních energií např. mezi slupkou K a slupkou N, jejíž energie je mnohem vyšší. Možné jsou samozřejmě i všechny ostatní myslitelné kvantované energie, tak např. mezi slupkami K a L, M a K, M a L, nebo energie odpovídající přechodu výše zmíněných volných elektronů na slupky K nebo L.

Schematický obrázek rentgenky.

Toto diskrétní nebo charakteristické rentgenové záření se zmíněnými kvantovanými energiemi a tudíž i vlnovými délkami se však s výjimkou mamografie a krystalové strukturní analýzy při rentgenovém prozařování pro zobrazení téměř vůbec nevyužívá. V případě mamografie se používá molybdenová anoda s odpovídajícími filtry, takže v tomto případě je snímek mléčné žlázy vytvořen rentgenovým zářením čáry K molybdenu. Diskrétní vlnové délky jsou nezbytné také pro krystalovou strukturní analýzu. Až na tyto výjimky se však v lékařství a při zkoušení materiálů ke zobrazování používá výhradně brzdné rentgenové záření. Za zmínku ještě stojí, že elektrony vnitřních slupek mohou být z atomu vyraženy nejen prostřednictvím nárazů zvenku, jako je tomu např. v rentgenkách, ale i důsledkem procesů vnitřní konverze.
Brzdné rentgenové záření záření vzniká zabrzděním elektronů při jejich pronikání kovovým materiálem anody: každý elektrický náboj, který se pohybuje se zrychlením, vytváří elektromagnetické záření. Vlnová délka tohoto záření přitom závisí na velikosti zrychlení (popř. zbrzdění), takže při vyšším urychlovacím (anodovém) napětí vzniká tvrdší rentgenové záření. Spektrum brzdného záření je ohraničeno minimální vlnovou délkou, při níž se veškerá kinetická energie elektronu předává jedinému fotonu rentgenového záření. Tato spodní mezní vlnová délka závisí pouze na anodovém napětí a materiál anody na ni nemá žádný vliv.
Lilienfeldovo záření: Julius Edgar Lilienfeld popsal poprvé roku 1919 světle šedé záření na anodě rentgenky viditelné lidským okem, které po něm bylo pojmenováno jako Lilienfeldovo záření. Jeho původ byl objasněn teprve v pozdějších letech.

## Druhy katod
Katody charakterizujeme podle způsobu získávání elektronů.
Tepelná emise: katodu tvoří žhavé vlákno ve tvaru spirály, která se zhotovuje většinou z wolframového drátu. Žhavá katoda se průchodem proudu vyhřívá asi na 2 000 °C, takže dochází k tepelné emisi elektronů z kovu. Emitované elektrony kolem katody vytvářejí záporně nabitý oblak, který zabraňuje výstupu dalších elektronů. Teprve po přiložení kladného napětí na anodu jsou elektrony urychlovány směrem k ní. Jestliže se elektronka skládá pouze z katody a z anody, mluvíme o diodě. Její anodový proud je určen elektrickým polem a nasycenou hodnotou žhavicího proudu vlákna. Pokud použijeme dodatečný tzv. Wehneltův válec za katodou, můžeme anodový proud regulovat nezávisle na anodovém napětí a na úrovni žhavení katody. Wehneltův válec funguje jako řídicí mřížka a vůči katodě je na negativním potenciálu. Působí tedy proti urychlovacímu poli anody. V takovém případě pak mluvíme o triodě.

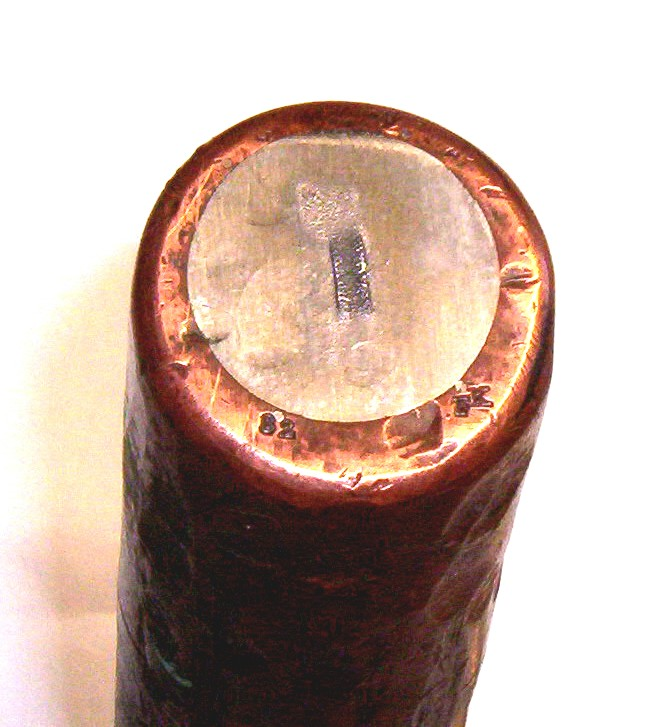
Pevná měděná rentgenová anoda chlazená vodou se zapuštěnou wolframovou destičkou se zřetelnými stopami opotřebení, vnější průměr 30 mm.

Studená (tunelová) emise: V tomto případě se vlákno (v závislosti na typu materiálu) vyhřívá pouze na střední teploty. Vlivem samotného zahřátí nedochází k žádné emisi. Mnohé elektrony se tím však dostanou na vyšší energiové úrovně nad Fermiho hladinou. Umístíme-li nyní nad vlákno tzv. extrakční mřížku, která je vůči vláknu kladná, vzniká v prostoru mezi nimi elektrické pole o vysoké intenzitě několika V/μm. To vede k tomu, že elektrony jsou z vlákna vytahovány. Tzv. potenciál vakua – potenciál, kterého musí elektron dosáhnout, aby se skutečně uvolnil z původní pevné látky – se působením silného vnějšího pole snižuje s rostoucí vzdáleností od povrchu kovového vlákna. Elektrony se pak mohou na potenciál vakua protunelovat a opustit tak pevnou látku. Za extrakční mřížkou následuje zase záporně nabitá řídicí elektroda – Wehneltův válec. Tunelové katody (nazývané také autokatody) emitují elektrony z velmi malé plochy, takže s odpovídající elektronovou optikou mohou dosahovat také miniaturních rozměrů ohniska při dopadu elektronů na anodu. To vede k tomu, že rentgenové záření vzniká z téměř bodového zdroje, což umožňuje detailní zkoumání i velmi malých objektů.

## Druhy anod
Pevná anoda: U pevné anody dopadají elektrony na plochu typické velikosti 1 mm × 10 mm. V oblasti takového ohniska bývá opotřebení materiálu anody velmi vysoké. Používají se např. wolframové destičky zapuštěné do mědi. Wolfram nabízí zvlášť vysoký stupeň konverze elektrické energie na energii rentgenového záření a současně má vysoký bod tání. Pevné anody v přístrojích pro krystalovou strukturní analýzu jsou z důvodů dlouhých časů měření většinou chlazeny vodou, přičemž se kvůli úsporám vody stále častěji používá chlazení v uzavřeném okruhu.

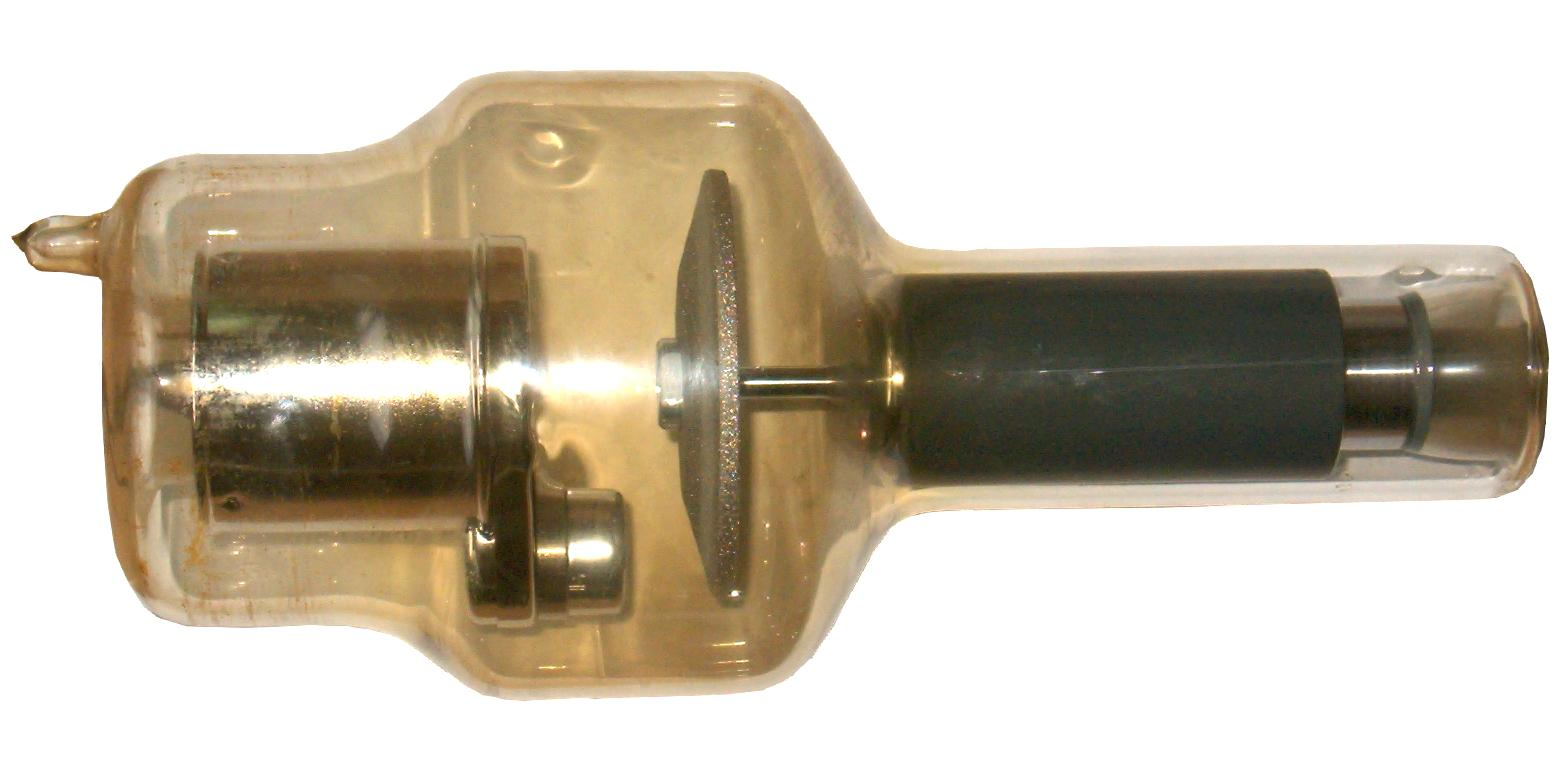
Moderní rentgenka s rotační anodou.

Rotační anoda obvykle sestává z vrstveného talíře, který má na povrchu wolframovou vrstvu a pod ní je tepelně odolná molybdenová slitina. Talíř je pomocí hřídele spojen s rotorem (s kotvou nakrátko). Vně rentgenky je svazek statorových cívek pro pohon rotoru – v principu jde o asynchronní motor. Elektrony dopadají na obvod talíře. Díky rotaci talíře se teplo z ohniska rozděluje po celém obvodu talíře. To prodlužuje dobu života anody a umožňuje to vyšší intenzitu záření, která by u pevné anody vedla k roztavení materiálu anody. 

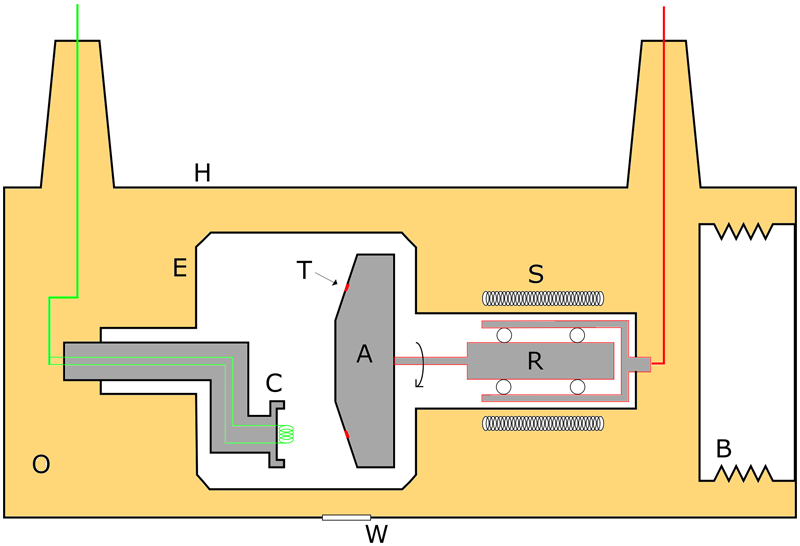
Řez rentgenky s rotační anodou v olejovém krytu.

Úhlová (rotační) rychlost takových anod je různá: Anodové talíře o průměru asi 8 až 12 cm se otáčejí rychlostí 8 000 až 9 000 otáček za minutu, a to většinou nikoliv v trvalém provozu (životnost kuličkových ložisek ve vakuu je jen několik set hodin; talíř se proto roztočí a po snímku se zase zabrzdí). Vysokovýkonné anody o průměru asi 20 cm rotují rychlostí 3 500 až 6 000 min−1 v trvalém provozu a jsou obvykle osazovány hydrodynamickými kluznými ložisky, která pracují bez opotřebení. S ohledem na mohutný vývin tepla (99 % vynaložené energie se mění v teplo) se talíře anod musí chladit. K tomu dochází u rentgenek s kuličkovými ložisky jen tepelným vyzařováním a u rentgenek s kluznými ložisky s kapalným kovem navíc i přímým odvodem tepla do ložiska a dál do chladicí vody nebo do chladicího oleje. Další předností hydrodynamických kluzných ložisek je téměř tichý běh bez opotřebení a proto může odpadnout časté roztáčení a brzdění anody.

Rentgenka rotující jako celek s čelní anodou a s celým krytem. Naznačeno je i magnetické vychylování svazku elektronů.

Nově se vyvíjejí i rentgenky s rotačním krytem (rotating envelope tube). V tomto provedení se anoda stává součástí stěny rentgenky a celá rentgenka rotuje. Katoda je umístěna na ose otáčení rentgenky a svazek elektronů se magneticky vychyluje tak, aby elektrony dopadaly na obvod rotující anody. Tato sestava umožňuje anodu chladit přímo olejem, protože anoda je součástí krytu. To dovoluje navrhovat velmi výkonné rentgenky.

## Rentgenové zářiče
Pro bezpečný provoz rentgenky je nezbytný kryt s vhodným stíněním. Sestava ochranný kryt + vložená rentgenka se označuje jako rentgenový zářič. Kryt rentgenky zajišťuje:
- Ochranu rentgenky před vnějšími mechanickými vlivy.
- Elektrickou izolaci pro potřebné vysoké napětí.
- Odstínění rentgenového záření v nežádoucích směrech, k čemuž se používá olovo. Do požadovaného směru vyzařování se umisťuje výstupní okénko (obvykle ze skla nebo z beryliové fólie).

Často se používá olej jak ke chlazení rentgenky, tak k její elektrické izolaci.

## Použití
- Elektronika (rentgenová litografie)
- Prozařování v lékařství, při kontrole zavazadel a k nedestruktivnímu zkoušení materiálů (např. ke kontrole kvality svárů).
- RTG terapie v lékařství.
- Krystalová strukturní analýza využívající ohybu rentgenového záření.
- Kvantitativní rozbory prostřednictvím rentgenové fluorescenční analýzy.

## Speciální postupy a konstrukční provedení
- Vysokovýkonné rentgenky
- Rentgeny s měkkým zářením, důležité např. pro mamografická vyšetření, kde se při použití „měkkého“ rentgenového záření dosahuje vyššího rozlišení detailů ve výsledném obrazu.
- Rentgenové čočky.
- Rentgeny založené na fázovém kontrastu.
- Rentgenky s ohnisky mikroskopických rozměrů.

## Československé rentgenky
První československé rentgenové přístroje "všech výkonů pro diagnostiku, therapii i zkoušení materiálů" vyrobil Ing. Miroslav Vinopal r. 1922 v Praze. Založil firmu META, kterou r. 1935 přestěhoval do Modřan u Prahy a s asi 60 zaměstnanci vyráběl poměrně široký sortiment rentgenových přístrojů především pro lékařskou diagnostiku. Od roku 1937 zvládala firma META i technologicky náročnou výrobu rentgenek. Po znárodnění (1948) byl podnik přejmenován na Chiranu (1950) a vývoj rentgenek pokračoval tak, aby Chirana v této oblasti držela krok se zahraničními výrobci. Součástí výrobního programu byly i výkonné rentgenky s rotační anodou, pro něž Chirana odebírala některé klíčové komponenty (např. talíře rotačních anod) od zahraničních dodavatelů. Pro využití rentgenových difrakčních metod měla velký význam poválečná výroba rentgenových přístrojů Mikrometa v Chiraně. Zástupcem Chirany ve vznikající Krystalografické společnosti byl Ing. Vopařil.

## Různé
Elektronky používané v různých oblastech elektroniky jakožto zesilovací nebo spínací prvky produkují při vysokých napětích nežádoucí rentgenové záření. Tato skutečnost vedla k vážnému poškození zdraví techniků, kteří zhruba v letech 1950 až 1980 pracovali na radarových zařízeních, jejichž vysokonapěťové elektronky byly nedostatečně stíněné.